# Cộng đồng nói tiếng Đức tại Bỉ
Cộng đồng nói tiếng Đức tại Bỉ (tiếng Đức: Deutschsprachige Gemeinschaft Belgiens [ˈdɔʏ̯tʃˌʃpʁaːxɪɡə ɡəˈmaɪ̯nʃaft ˈbɛlɡi̯əns], DG; tiếng Pháp: Communauté germanophone de Belgique [kɔmynote ʒɛʁmanofɔn də bɛlʒik]; tiếng Hà Lan: Duitstalige Gemeenschap België [ˈdœy̯tsˌtaːlɪɣə ɣəˈmeːnˌsxɑp ˈbɛlɣijə]) hay Đông Bỉ (tiếng Đức: Ostbelgien; tiếng Pháp: Belgique de l'est; tiếng Hà Lan: Oostbelgië) là một trong ba cộng đồng liên bang của Bỉ. Cộng đồng có diện tích 854 km² trong tỉnh Liège (tiếng Đức: Lüttich) tại Wallonie, và gồm có chín trong số 11 khu tự quản của các tổng phía đông (tiếng Đức: Ost-Kantone). Cư dân địa phương có truyền thống nói các dạng phương ngữ Hạ Dietsch, Ripuaria và Franconia Moselle, họ hiện có khoảng 75.000 người, chiếm 0,7% dân số toàn quốc.
Cộng đồng giáp với Hà Lan, Đức và Luxembourg, có nghị viện và chính phủ riêng tại Eupen. Cộng đồng nói tiếng Đức tại Bỉ bao gồm các bộ phận nói tiếng Đức trên vùng đất do Bỉ sáp nhập vào năm 1920 từ Đức. Ngoài ra, tại Bỉ ngày nay còn có một số khu vực khác nói hoặc từng tiếng Đức song thuộc về Bỉ trước năm 1920, song chúng không được chính thức nhìn nhận là bộ phận của Cộng đồng nói tiếng Đức tại Bỉ: Bleiberg-Welkenraedt-Baelen tại đông bắc tỉnh Liège và Arelerland (thành phố Arlon cùng một số làng lân cận tại đông nam tỉnh Luxembourg). Tuy nhiên, tiếng Đức tại các địa phương đó đang suy thoái trước bành trướng của tiếng Pháp.

## Lịch sử
Khu vực nay được gọi là các tổng phía đông gồm có Cộng đồng nói tiếng Đức và các khu tự quản Malmedy và Waimes (tiếng Đức: Weismes) thuộc Cộng đồng người Bỉ nói tiếng Pháp. Các tổng phía đông là bộ phận của tỉnh Rhein của nước Phổ thuộc Đế quốc Đức cho đến năm 1920 (thuộc các huyện Eupen và Malmedy), song bị Bỉ sáp nhập sau khi Đức chiến bại trong Chiến tranh thế giới thứ hai và Hoà ước Versailles sau đó. Do đó chúng được gọi là cantons rédimés, "các tổng chuộc lỗi". Hoà ước Versailles yêu cầu "hỏi ý" cư dân địa phương, những người không muốn trở thành công dân Bỉ và muốn khu vực vẫn là một phần của Đức được yêu cầu đăng ký đầy đủ họ tên và địa chỉ với nhà cầm quyền Bỉ, song nhiều người lo sợ bị trả thù hoặc thậm chí là bị trục xuất nếu làm như vậy.
Đến giữa thập niên 1920, có các cuộc đàm phán bí mật giữa Đức và Bỉ và có vẻ như Bỉ đã sẵn sàng bán lại khu vực cho Đức nhằm cải thiện tình hình tài chính trong nước. Với giá 200 triệu mark vàng được đề cập. Đến lúc này, chính phủ Pháp lo ngại về trật tự hậu chiến nên đã can thiệp với Bruxelles và khiến đàm phán Bỉ-Đức bị huỷ bỏ.
Các tổng mới này mới thuộc về Bỉ chỉ tròn 20 năm cho đến khi chúng bị Đức tái chiếm vào năm 1940 trong Chiến tranh thế giới thứ hai. Đa số dân chúng các tổng phía đông hoan nghênh sự kiện này vì họ nhận mình là người Đức. Sau khi Đức chiến bại vào năm 1945, các tổng lại được sáp nhập vào Bỉ, và do cáo buộc địa phương cộng tác với Đức nên nhà cầm quyền Bỉ nỗ lực tiến hành phi Đức hoá cư dân bản địa.
Đến đầu thập niên 1960, Bỉ được phân chia thành bốn khu vực ngôn ngữ, trong đó có khu vực nói tiếng Đức tại các tổng phía đông. Đến năm 1973, ba cộng đồng và ba vùng được thành lập và được trao quyền tự trị nội bộ. Nghị viện Cộng đồng nói tiếng Đức Rat der Deutschsprachigen Gemeinschaft được thành lập. Ngày nay, Cộng đồng nói tiếng Đức có mức độ tự trị cao, đặc biệt là trong các vấn đề ngôn ngữ và văn hoá, song vẫn là bộ phận của vùng Wallonie chủ yếu nói tiếng Pháp. Tồn tại nhiều tranh luận trong thời gian qua về việc Cộng đồng nói tiếng Đức cũng nên trở thành vùng riêng, quá trình này vẫn tiếp tục với việc chuyển giao vĩnh viễn một số thẩm quyền liên quan đến chính sách xã hội, bảo tồn các di tích và công trình kỷ niệm, chính sách bảo vệ môi trường, giao thông, tài chính của các khu tự quản, cùng những vấn đề khác. Một trong những người đề nghị về quyền tự trị khu vực hoàn toàn cho Cộng đồng nói tiếng Đức là Karl-Heinz Lambertz, ông là bộ trưởng-thủ hiến từ 1999 đến 2014.

## Chính phủ

Bản đồ Cộng đồng nói tiếng Đức (vàng)

Cộng đồng nói tiếng Đức có chính phủ riêng, có nhiệm kỳ 5 năm và do nghị viện của cộng đồng bổ nhiệm. Người đứng đầu chính phủ là bộ trưởng-thủ hiến (Ministerpräsident), người này có vai trò là "thủ tướng" của cộng đồng, và được trợ giúp từ Bộ Cộng đồng nói tiếng Đức.
Cộng đồng nói tiếng Đức gồm có chín khu tự quản dưới đây:
| Khu tự quản  | Khu vực         | Dân số (2016) | Diện tích (km²) |
| ------------ | --------------- | ------------- | --------------- |
| Amel         | Belgische Eifel | 5.492         | 125,15          |
| Büllingen    | Belgische Eifel | 5.484         | 150,49          |
| Burg-Reuland | Belgische Eifel | 3.964         | 108,96          |
| Bütgenbach   | Belgische Eifel | 5.605         | 97,31           |
| Eupen        | Eupener Land    | 19.338        | 103,74          |
| Kelmis       | Eupener Land    | 10.917        | 18,12           |
| Lontzen      | Eupener Land    | 5.656         | 28,73           |
| Raeren       | Eupener Land    | 10.552        | 74,21           |
| St. Vith     | Belgische Eifel | 9.637         | 146,93          |
| Tổng         | Tổng            | 76.645        | 853,64          |

## Biểu trưng
Năm 1989, có một lời kêu gọi về đề xuất một hiệu kỳ và huy hiệu cho Cộng đồng. Cuối cùng, huy hiệu của cộng đồng được thiết kế bằng cách hợp nhất huy hiệu của Công quốc Limburg và Công quốc Luxembourg, do hai bộ phận của cộng đồng từng thuộc về các chính thể này.
Một sắc lệnh được thông qua vào ngày 1 tháng 10 năm 1990 và được công bố vào ngày 15 tháng 11 năm 1990 đã quy định về huy hiệu, hiệu kỳ, màu sắc cũng như ngày Cộng đồng nói tiếng Đức tại Bỉ là 15 tháng 11 hàng năm.
Huy hiệu miêu tả một chú sư tử đứng có màu đỏ ở giữa chín hoa ỷ lăng xanh da trời, đội một vương miện. Hiệu kỳ thể hiện một con sư tử đỏ cùng với chín hoa ỷ lăng da trời trên một nền trắng. Màu sắc của Cộng đồng nói tiếng Đức là trắng và đỏ ở vị trí nằm ngang.